# Société Sherlock Holmes de France
La llamada Société Sherlock Holmes de France, nombre frecuentemente abreviado con la sigla SSHF, es una organización sin ánimo de lucro del tipo de la ley francesa de 1901 y fundada en el año 1993, que reúne tanto a aficionados a las historias policíacas y de detectives como también a profesionales de la literatura y a apasionados de las aventuras del famoso personaje de ficción Sherlock Holmes.
Actualmente, su presidente es Thierry Saint-Joanis

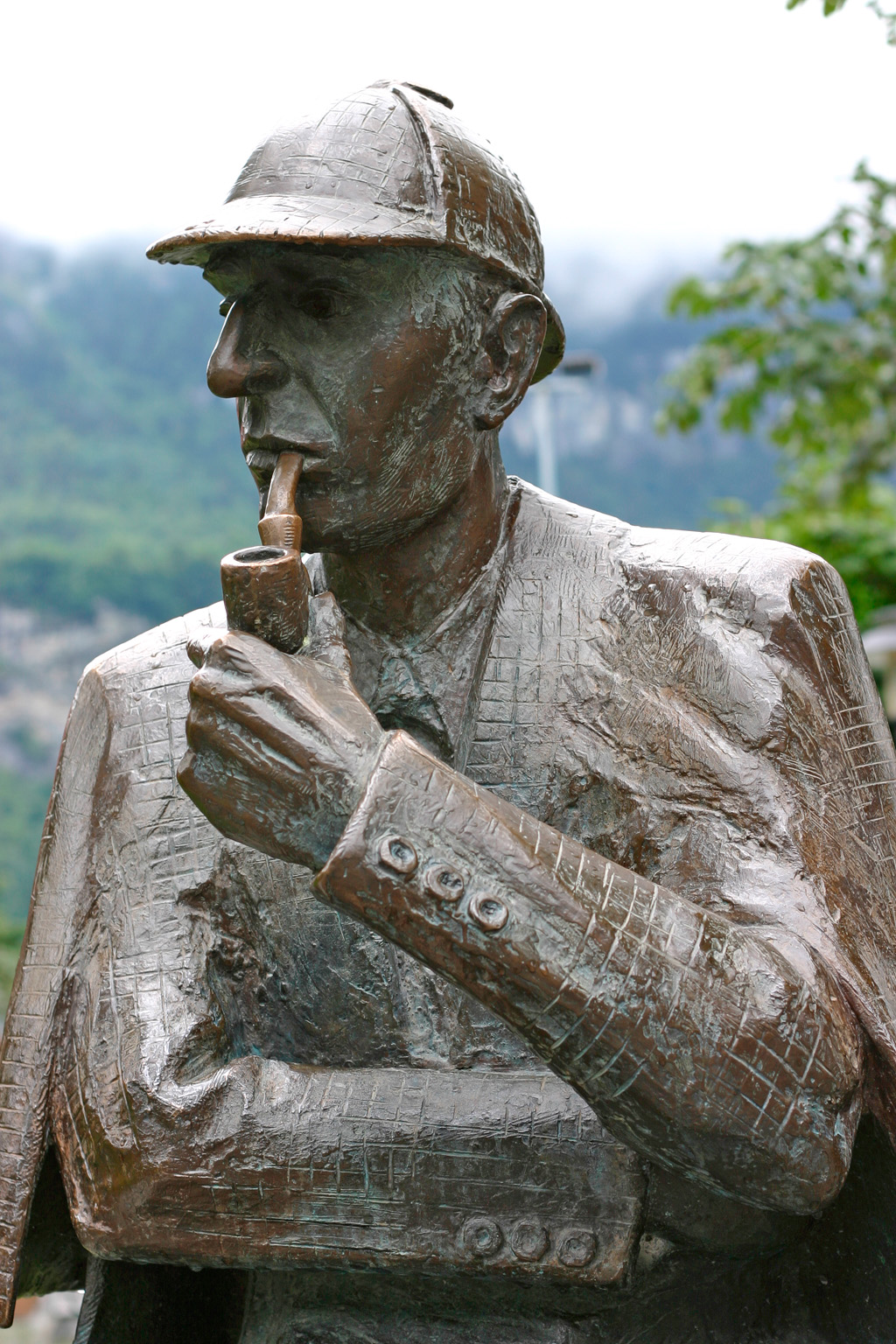
Estatua de Sherlock Holmes en Meiringen, Suiza.

## Presentación
En el mundo entero, muchas personas son fanáticas de la literatura policial así como de la que tiene relación con el carismático personaje de ficción conocido como Sherlock Holmes. Este interés ha propiciado la formación en distintos países de lo que podríamos llamar sociedades holmesianas o sociedades sherlockianas, lo que poco a poco se ha ido concretando a partir del año 1934. Hoy día ya se cuenta con más de 300 asociaciones de este tipo en los cinco continentes. En Francia, los holmesianos se organizaron desde el año 1993, en el seno de la llamada Sociedad Sherlock Holmes de Francia.
El objetivo principal de esta asociación de tipo no lucrativo (ley francesa de 1901), es de reunir bajo una misma estructura social y de intercambio a todos aquellos que se interesan en el personaje de ficción Sherlock Holmes y que residan en Francia o en otros países francófonos.

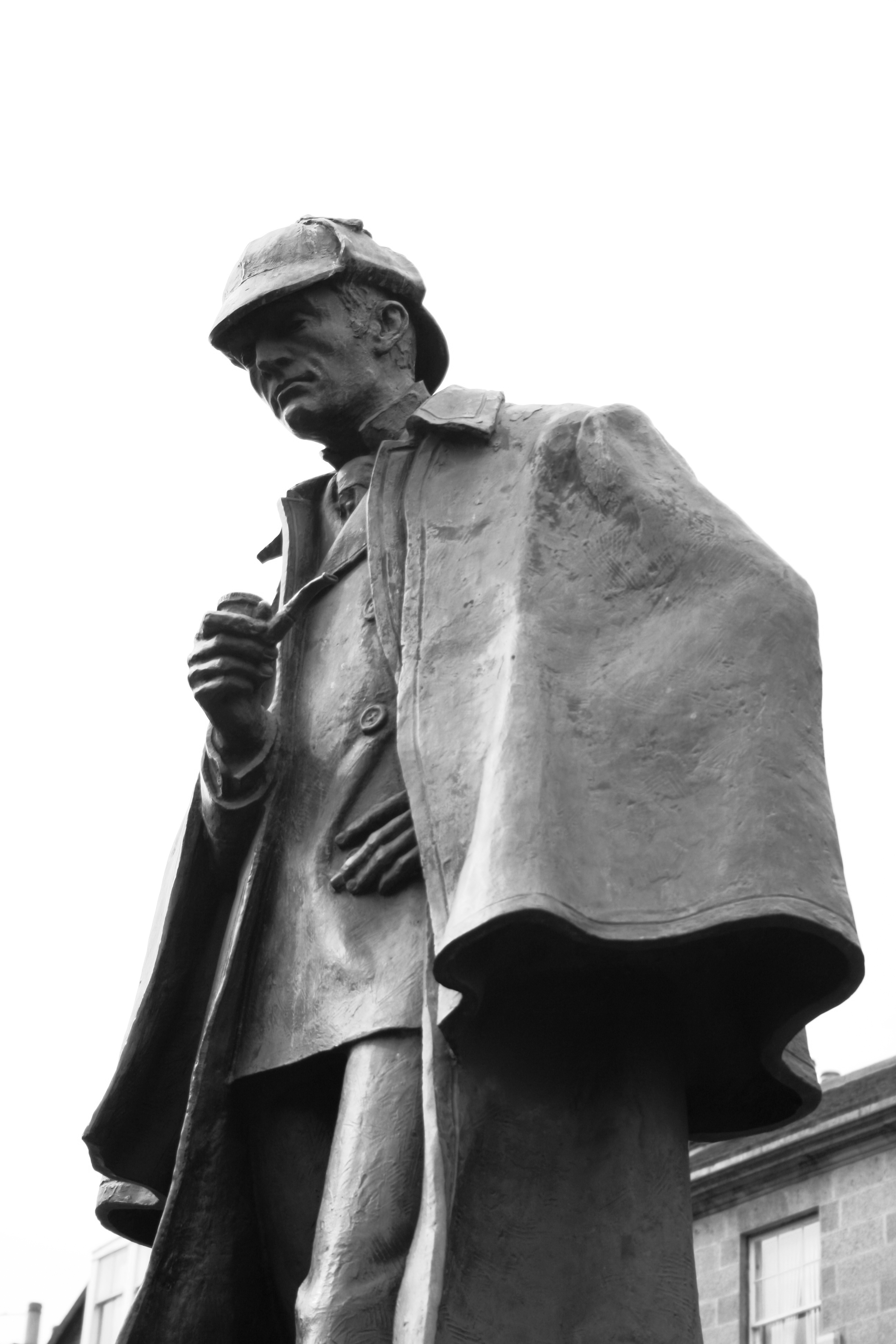
Estatua de Sherlock Holmes en Picardy Place en Edimburgo, lugar de nacimiento de Conan Doyle.

Otro de los objetivos de esta organización es el de poner de relieve todos los vínculos y los antecedentes que ligan a Sherlock Holmes con Francia y con la cultura francesa.
Adicionalmente, la SSHF también tiene por vocación resaltar y difundir todo lo concerniente a Sir Arthur Conan Doyle, incluidos la organización de exposiciones y hasta de un museo, así como promover estudios sobre la vida y los métodos del personaje de ficción Sherlock Holmes (actualmente, las colecciones y los fondos documentales son conservados en la sede de la asociación, en Saint-Sauvier, en el departamento de Allier, en Francia).
Desde su creación, la asamblea holmesiana SSHF/Quincaillerie Franco-Midland, está compuesta tanto por universitarios como por abogados, periodistas, escritores, investigadores del CNRS, policías, estudiantes, fotógrafos, etc.
Las actividades de los miembros son a la vez de confraternidad, de investigación, y de intercambio. Los participantes encuentran así un espacio para desarrollar sus respectivas pasiones sobre la literatura policial y sobre el personaje literario Sherlock Holmes, en compañía de otros holmesianos franceses así como de otras nacionalidades.
Año tras año, la SSHF ha desarrollado diferentes medios de comunicación e intercambio.
Para quienes tienen acceso a Internet, el sitio web www.sshf.com es una buena opción. Este espacio de información gratuita en línea administrado por Alexis Barquin, constituye una interesante base de datos sobre el universo de Sherlock Holmes. Las producciones de la SSHF allí están disponibles, con acceso libre para todo público. Y en el año 2005, un forum de discusión en inglés y francés también fue organizado y se encuentra operativo: « For Holmes : Sherlockian and Doylean Forums».
Todos estos mass media facilitan los encuentros y los intercambios, lo que en buena medida genera los momentos fuertes de las actividades de la asociación. Y cada año, las actividades se orientan siguiendo las actualidades y las prioridades del momento.

Concretamente, un holmesiano puede tener interés en :
■ La lectura de algunas aventuras de Sherlock Holmes (el canon holmesiano).
■ La lectura de los libros de Sir Arthur Conan Doyle (por cierto los de Sherlock Holmes, pero también los referidos a otros héroes, como ser el arqueólogo aventurero Challenger Archivado el 6 de noviembre de 2013 en Wayback Machine., el general de brigada napoleónica Gérard, el boxeador Rodney Stone, el caballero Sir Nigel Loring, el pirata Sharkey, etc.).
■ La lectura de otros ensayos y otros escritos sobre vida y obra de Sir Arthur Conan Doyle.
■ Lo concerniente a la novela policial en general.
■ Lo concerniente a la novela científica de aventuras.
■ Los métodos de análisis y de investigación en general, y en todos los dominios.
■ La historia y las técnicas de la policía científica.
■ La lectura de estudios de holmesología, ciencia que aplica los métodos de investigación y de deducción de Holmes, en relación con la propia vida de este héroe y a las circunstancias de sus aventuras, lo que a veces conduce al interesado a redactar y publicar él mismo en periódicos y en revistas de la sociedad holmesiana.
■ La difusión internacional de noticias y de actividades relativas a las comunidades holmesianas (clubes, publicaciones, manifestaciones, reuniones, encuentros, proyectos).
■ La lectura de obras donde interviene el personaje Sherlock Holmes, escritas por diferentes autores.
■ Lo relativo a las adaptaciones de las aventuras de este detective al teatro, a la radio, al cine, a la televisión, a los juegos de vídeo, etc.
■ Lo relativo a actores que han caracterizado al personaje Sherlock Holmes en diferentes ocasiones (William Gillette, Basil Rathbone, Jeremy Brett, Robert Downey Jr., ...).
■ Lo relativo a colecciones de objetos y de recuerdos inspirados por el personaje Holmes (figurines, juguetes, objetos de decoración, sellos postales y timbres, documentos publicitarios, etc.).
■ Lo relativo a la reconstitución de costumbres y de atuendos victorianos, descriptos en algunas de las obras de aventuras de Sherlock Holmes
■ Lo relativo a la época en la que ocurrieron las diferentes aventuras de este héroe (1880/1914), en lo que concierne a la historia, la cultura, la moda, etc.
■ Lo relativo a personajes contemporáneos de Sherlock Holmes, como por ejemplo Jack the Ripper, Drácula, el doctor Jekyll, Phileas Fogg, el capitán Nemo, etc.
■ Lo relativo a la cultura y a la civilización británica.
■ Lo relativo al turismo en los lugares asociados con las aventuras de Sherlock Holmes (Londres, la campiña inglesa, Suiza, etc.).
■ Lo relativo a los hábitos de Sherlock Holmes (fumador de pipa, violinista, boxeador, químico, etc.).
■ Lo relativo a los personajes que interactúan con Holmes en el Canon (John H. Watson, James Moriarty, Mrs Hudson, Irene Adler, etc.).
Un holmesiano puede eventualmente tener uno solo de los intereses citados, pero lo usual es que éste reivindique varios de los indicados en la lista precedente. Asimismo, puede acontecer que un holmesiano tenga reservas para compartir con sus camaradas algunas de sus pasiones o de sus informaciones. Es de esperar que en este sentido, pueda darse todo un variado abanico de posibilidades.
Toda esta diversa mezcla de intereses y de perfiles de los miembros, en realidad enriquece las experiencias y los resultados producidos. Así, es común que en un foro o en un proyecto participen tanto jóvenes como personas de la tercera edad, tanto hombres como mujeres, tanto franceses como extranjeros, tanto eruditos como aficionados, tanto universitarios como obreros. En realidad, casi cualquier persona puede interesarse en el personaje de Sherlock Holmes, y transformarse en un holmesiano activo.
Esta observación por cierto no debe dispensar a las sociedades holmesianas de efectuar un importante esfuerzo de reflexión sobre el rol que ellas deben cumplir en los distintos espacios en los que actúan, a efectos de así adaptar sus proyectos y sus actividades para satisfacer los variados requerimientos de sus miembros. En efecto, si no se llega a tener en cuenta toda esta disparidad de múltiples maneras de vivir pasiones e intereses, se corre el riesgo de no satisfacer muchas de las demandas potenciales. Sería triste que muchos se sintieran frustrados o aburridos en su club, si el específico interés que ellos tienen por su héroe no es jamás ilustrado o evocado.
La SSHF, gracias a sus varios años de experiencia, ha puesto en marcha una nueva y renovada organización proponiendo grupos temáticos en los que las facetas de la pasión holmesiana están integradas al menú. Y así, los miembros pueden inscribirse e involucrarse a tantos grupos como ellos quieran, pero también si fuera el caso, evitar requerimientos e informaciones que particularmente no colman sus respectivas expectativas.
Participando, se puede compartir puntos de vista y comentarios con otras personas, y al mismo tiempo, beneficiarse de las actividades y de los documentos generados por la SSHF así como de los aportes de otros miembros.
Y esta propuesta, y esta particular aventura cultural, tiene por marco la llamada "Quincaillerie Franco-Midland".

## La"Quincaillerie Franco-Midland"
En su creación, la Société Sherlock Holmes de France decidió adoptar el nombre "Les Quincailliers de la Franco-Midland". Esta denominación está asociada con una referencia a la novela corta titulada "The Adventure of the Stockbroker’s Clerk" (El empleado de la agencia de cambios o El corredor de bolsa).
Los holmesianos franceses están asociados a esta quincaillerie (ferretería) de diversas maneras. Los miembros activos pueden ocupar distintas funciones en la gestión (directores, representantes, empleados, cajeros, jefes de sección, etc.) y los miembros pasivos se benefician de los servicios (como clientes, invitados, proveedores, socios, etc.).
Lo señalado forma parte de la tradición holmesiana anglo-sajona que, en la obra fundacional "Las aventuras de Sherlock Holmes" de Sir Arthur Conan Doyle, utiliza ciertas referencias simples o enigmáticas para bautizar a grupos, funciones, y acciones, lo que enriquece el vocabulario, así creando un léxico de términos canónicos generalmente conocido y reconocido por los holmenianos, y frecuentemente con sesgo misterioso o sorprendente o anecdótico.
Los fundadores de la SSHF buscaron referencias en Francia o en la cultura francesa de este léxico canónico, eligiendo una quincaillerie, la Franco-Midland, cuya sede se encuentra en Birmingham, en Inglaterra, pero cuya actividad principal está en Francia (“The Franco-Midland Hardware Company Limited", con 134 filiales en las ciudades francesas, además de una en Bruselas y otra en San Remo).

No señor. Para ese día serás el gerente comercial de Franco-Midland Hardware Company, Limited, con ciento treinta y cuatro sucursales en las ciudades y pueblos de Francia, sin contar una en Bruselas y otra en San Remo.

Para reforzar aún más el paralelismo, los estatutos de la asociación indican que los miembros potenciales de la misma deberán ser habitantes de Francia o de otros países francófonos, así como de la ciudad de San Remo en Italia, o de Bruselas en Bélgica, o de Birmingham en Inglaterra, todas personas morales o físicas que tienen interés en el personaje literario Sherlock Holmes.
Asimismo, existe presencia de la SSHF en París y en otras 134 ciudades y villas de Francia, además de una en Bruselas, otra en San Remo, y otra en Birmingham.
Respecto de las publicaciones de la asociación, se trata que las mismas tengan inspiración e ilustraciones tanto con raíces en la época victoriana como en la papelería usual en las ferreterías. Citemos: "Le Catalogue de la Franco-Midland"; "Le Ironmongers Daily Echo", "Le QuinCahier". Y el himno de la asociación tiene un aire de La Marseillaise y tiene por título La Quincaillière. Y el estandarte de la SSHF por su parte, se asemeja en su forma a una ferretería.
Las funciones y los grados de los miembros de la asociación, también tienen esta inspiración.
Y el ritual llega incluso al cuestionario de inscripción, que en algunos aspectos recuerda a uno de los diálogos entre Arthur Pinner y Hall Pycroft.

## Publicaciones
- Le QuinCahier, Le Catalogue de la Franco-Midland, Montmorency Daily Echo, Ironmonger Daily Echo, The Army Medical Corps Gazette, Billy's Page, Ladies' Standard Magazine, Victoria, 24 heures chez Holmes, son las principales publicaciones.